# VSV in het seizoen 1956/57
Het seizoen 1956/1957 was het derde jaar in het bestaan van de Velsense betaaldvoetbalclub VSV. De club kwam uit in de Nederlandse Eerste divisie A en eindigde daarin op de negende plaats. Tevens deed de club mee aan het toernooi om de KNVB beker, hierin werd in de derde ronde verloren van Amsterdam (0–2).

## Wedstrijdstatistieken

### Eerste divisie A
|       | ADO   | Alkmaar '54 | DWS   | Emma  | De Graafschap | Haarlem | Helmondia '55 | HVC   | KFC   | Limburgia | Roda Sport | SVV   | De Volewijckers | Wageningen | Xerxes |
| ----- | ----- | ----------- | ----- | ----- | ------------- | ------- | ------------- | ----- | ----- | --------- | ---------- | ----- | --------------- | ---------- | ------ |
| Thuis | 1 – 3 | 1 – 1       | 3 – 0 | 3 – 0 | 2 – 1         | 0 – 1   | 0 – 1         | 0 – 1 | 2 – 3 | 1 – 1     | 3 – 1      | 1 – 1 | 1 – 2           | 4 – 1      | 2 – 1  |
| Uit   | 3 – 0 | 1 – 2       | 1 – 3 | 0 – 0 | 1 – 1         | 0 – 0   | 0 – 0         | 1 – 5 | 0 – 1 | 6 – 0     | 2 – 2      | 2 – 0 | 1 – 3           | 6 – 1      | 3 – 2  |

### KNVB beker
| 1e ronde                                             | VSV                                                  | 3 – 0 (1 – 0) | TYBB            |
| 19 augustus 1956 Plaats: Velsen Schoonenberg         | Johan Planken 12' Jeu Sijbers 71' Cor van der Hijden |               |                 |
| 2e ronde                                             | VSV                                                  | 3 – 1 (0 – 1) | De Volewijckers |
| 16 september 1956 Plaats: Velsen Schoonenberg        | Arie de Oude –', –', –'                              |               | Herman Gongrijp |
| 3e ronde                                             | Amsterdam                                            | 2 – 0 (1 – 0) | VSV             |
| 26 december 1956 Plaats: Amsterdam Olympisch Stadion | Aad Baselaar 32' Jos Vonhof 70'                      |               |                 |

## Statistieken VSV 1956/1957

### Eindstand VSV in de Nederlandse Eerste divisie A 1956 / 1957
| Stand | Gespeeld | Gewonnen | Gelijk | Verloren | Punten | Doelpunten voor | Doelpunten tegen |
| ----- | -------- | -------- | ------ | -------- | ------ | --------------- | ---------------- |
| 9e    | 30       | 11       | 8      | 11       | 30     | 44              | 45               |

### Topscorers
| #                 | Naam           | Goal |
| ----------------- | -------------- | ---- |
| 1.                | Arie de Oude   | 13   |
| 2.                | Siem de Graaf  | 11   |
| 3.                | Johan Planken  | 6    |
| 3.                | Jeu Sijbers    | 6    |
| 4.                | Henk Belfroid  | 4    |
| 5.                | Willy Hazeveld | 1    |
| 5.                | Chiel Mertens  | 1    |
| 5.                | Rinus Spaans   | 1    |
| Onbekend doelpunt |                |      |
| –                 | Onbekend       | 1    |
| Totaal            | Totaal         | 44   |

| #      | Naam               | Goal |
| ------ | ------------------ | ---- |
| 1.     | Arie de Oude       | 3    |
| 2.     | Cor van der Hijden | 1    |
| 2.     | Johan Planken      | 1    |
| 2.     | Jeu Sijbers        | 1    |
| Totaal | Totaal             | 6    |